# Yoshikazu Giga
Yoshikazu Giga – japoński matematyk, profesor Uniwersytetu Tokijskiego. Bada równania różniczkowe cząstkowe.

## Życiorys
Swoje prace publikował m.in. w „Archive for Rational Mechanics and Analysis”, „Communications on Pure and Applied Mathematics”, „Duke Mathematical Journal” i „Acta Mathematica". Redaktor naczelny „Mathematische Annalen”.
W 2018 roku wygłosił wykład sekcyjny na Międzynarodowym Kongresie Matematyków w Rio de Janeiro, a w 2019 na konferencji Dynamics, Equations and Applications (DEA 2019).